# Chthoneis clypeata
Chthoneis clypeata es un coleóptero de la familia Chrysomelidae.
Fue descrita científicamente en 1965 por Bechyne& Bechyne.